# Brooklyn Park (Maryland)
Brooklyn Park é uma Região censo-designada localizada no Estado americano de Maryland, no Condado de Anne Arundel.

## Demografia
Segundo o censo americano de 2000, a sua população era de 10.938 habitantes.

## Geografia
De acordo com o United States Census Bureau tem uma área de 
7,7 km², dos quais 7,7 km² cobertos por terra e 0,0 km² cobertos por água.

## Localidades na vizinhança
O diagrama seguinte representa as localidades num raio de 8 km ao redor de Brooklyn Park. 